# 內埔庄 (台中州)

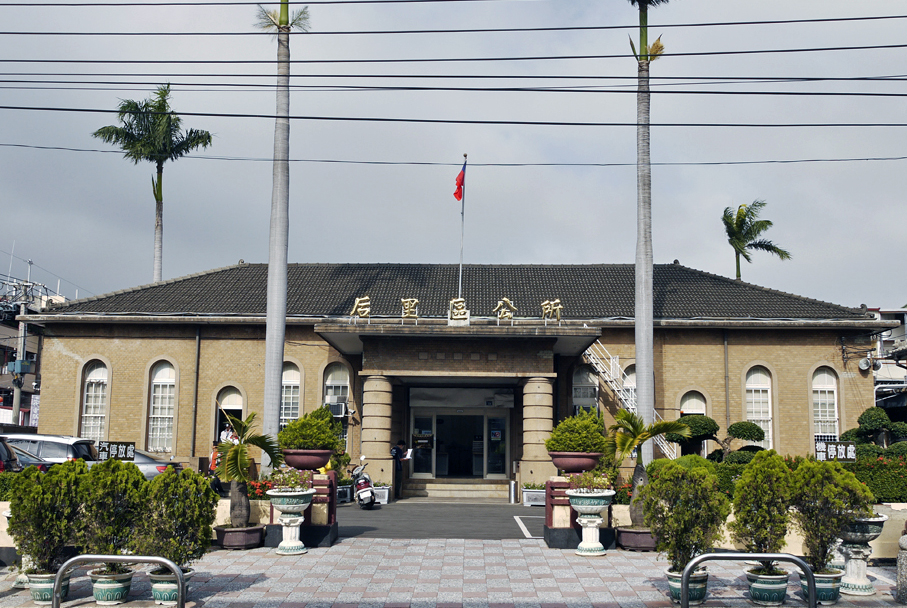
內埔庄役場

內埔庄，為1920年~1945年間存在之行政區，轄屬台中州豐原郡。今台中市后里區。

## 街原名
原屬苗栗三堡下之墩子脚庄、中和庄、舊社庄、四塊厝庄、月眉庄、圳藔庄、后里庄、牛稠坑庄、七塊厝、中社庄、公館庄、新店庄

## 行政區劃
內埔庄轄域內分為后里、屯子脚、中和、舊社、四塊厝、月眉、圳寮、牛稠坑、七塊厝、中社、公館、新店十二個大字。